# AOKP
AOKP(Android Open Kang Project)는 안드로이드 모바일 운영 체제 기반의 스마트폰과 태블릿 컴퓨터를 위한 오픈 소스 대체 배포판이다.

## 기능
- 커스텀 토글
- LED 제어
- 내비게이션 링
- 리본
- 진동 패턴
- 네이티브 테마 지원
- 권한 통제
- CPU 오버클럭

## 출시 버전
AOKP 빌드/릴리스는 마일스톤 및 나이틀리 스케줄을 통해 제공된다:
- 마일스톤(Milestones): 보통 한 달에 한 차례 출시되는 가장 안정적인 빌드
- 나이틀리(Nightlies): 3일에 한 번씩 버그가 포함될 수 있는 커밋(commit)된 최신 코드의 자동화 빌드